# Schlacht bei Vimeiro
Bailén –  Roliça –Vimeiro – Saragossa (1808) – Burgos (Gamonal) – Medina de Rioseco – Espinosa –  Tudela – Somosierra – Saragossa (1809) – La Coruña – Torres Vedras – Valls – Braga – Oporto – María – Talavera – Ocaña – Gerona – Ciudad Rodrigo (1810) – Buçaco – Gévora – Barrosa – Badajoz (1811) – Fuentes de Oñoro – La Albuera – Tarragona (1811) – Sagunt (Murviedro) – Ciudad Rodrigo (1812) – Badajoz (1812) –  Majadahonda – Salamanca – García Hernández –  Venta del Pozo – Vitoria – 
Sorauren – San Sebastián – Bidassoa
Bei der Schlacht bei Vimeiro handelte es sich um ein Ereignis im Rahmen der Napoleonischen Kriege auf der Iberischen Halbinsel. Am 21. August 1808 schlug eine britisch-portugiesische Armee unter Arthur Wellesley, dem späteren Herzog von Wellington, bei Vimeiro eine französische Armee unter Junot.

## Hintergrund
Im November 1807 war eine französische Armee mit 25.000 Mann, davon 18.000 Spanier, unter dem Oberbefehl von Divisionsgeneral Junot  in Portugal eingerückt. Die nahe Lissabon stationierten spanischen Truppen verweigerten bald den Gehorsam, dadurch wurde Junots Lage täglich bedenklicher. Der am 15. Juni 1808 ausbrechende Aufstand der Portugiesen in Lissabon konnte unterdrückt werden. Dann landeten 5.000 Engländer unter General Spencer an der Algarve, wagten aber zunächst keinen Angriff. Anfang August wurden weitere Verstärkungen unter General Wellesley mit 9.200 Mann in der Mündung des Mondego angelandet, vereinigten sich zwei Tage später mit den Korps unter General Spencer und begannen am 10. August den Vormarsch zur Befreiung von Lissabon. Im Gefecht bei Roliça (17. August) konnten 3.500 Franzosen unter General Henri François Delaborde den Gegner angreifen und zum Stehen bringen, bis Verstärkungen unter Junot zu erwarten waren.

## Kampfgeschehen
Wellesley nahm am 19. August Stellung bei Vimeiro, wo in Porto Novo zusätzlich die Brigaden Anstruthen und Ackland ausgeschifft worden waren und die Engländer auf 21 Bataillone mit etwa 17.000 Mann brachte, dazu kamen etwa 2.000 verbündete Portugiesen.
Die Franzosen hatten dagegen zwei Divisionen mit etwa 13.000 Mann zusammengezogen. Die Infanteriedivision unter General Delaborde umfasste zwei Brigaden unter Brenier und Thomières, während die Division von General Loison aus den Brigaden von Jean-Baptiste Solignac und Hugues Charlot bestand. Die Kavalleriedivision unter Margaron unterstützte, die Reserve von 2.100 Mann wurde von General Kellermann geführt. Die Engländer platzierten die Brigaden von Anstruther und Fane vor Vimeiro, wobei die Brigade von Auckland Unterstützung leistete.
Es folgte eine Reihe unkoordinierter französischer Angriffe. Am frühen Nachmittag erstieg die Division Laborde mit der Brigade Thomieres in geschlossener Kolonne das Plateau vor Vimeiro, während die Brigade Brenier den feindlichen linken Flügel bedrohte.  Als Junot seine vorgehende Hauptmacht gegenüber den britischen Abwehrfeuer zurückgeworfen sah, setzte er auch seine Grenadierreserve zum Angriff an. Die in mehreren Treffen auf den steilen Hängen zur Abwehr stehenden Engländer schlugen alle Angriffe zurück und gingen bald zum Gegenangriff über.
Die französischen Truppen verloren 13 Geschütze und über 2.000 Mann und zogen sich in die alte Stellung bei Torres Vedras zurück.

## Folgen
Die englischen Generäle Burrard und Dalrymple verhinderten Wellesleys ursprüngliche Absicht, Junots Truppen in Lissabon abzuschneiden und zu vernichten. Obwohl sie beide erfahrene Generäle waren, machten sie einen schweren taktischen Fehler: In der Konvention von Cintra vereinbarten die beiden britischen Generäle, dass die französische Armee mitsamt Ausrüstung auf britischen Schiffen nach Quiberon gebracht werden durfte. Die Franzosen erklärten sich bereit, ganz Portugal zu räumen, und erhielten dafür freien Abzug. Sie wurden auf britischen Schiffen zurück nach Frankreich gebracht.

## Weblinks

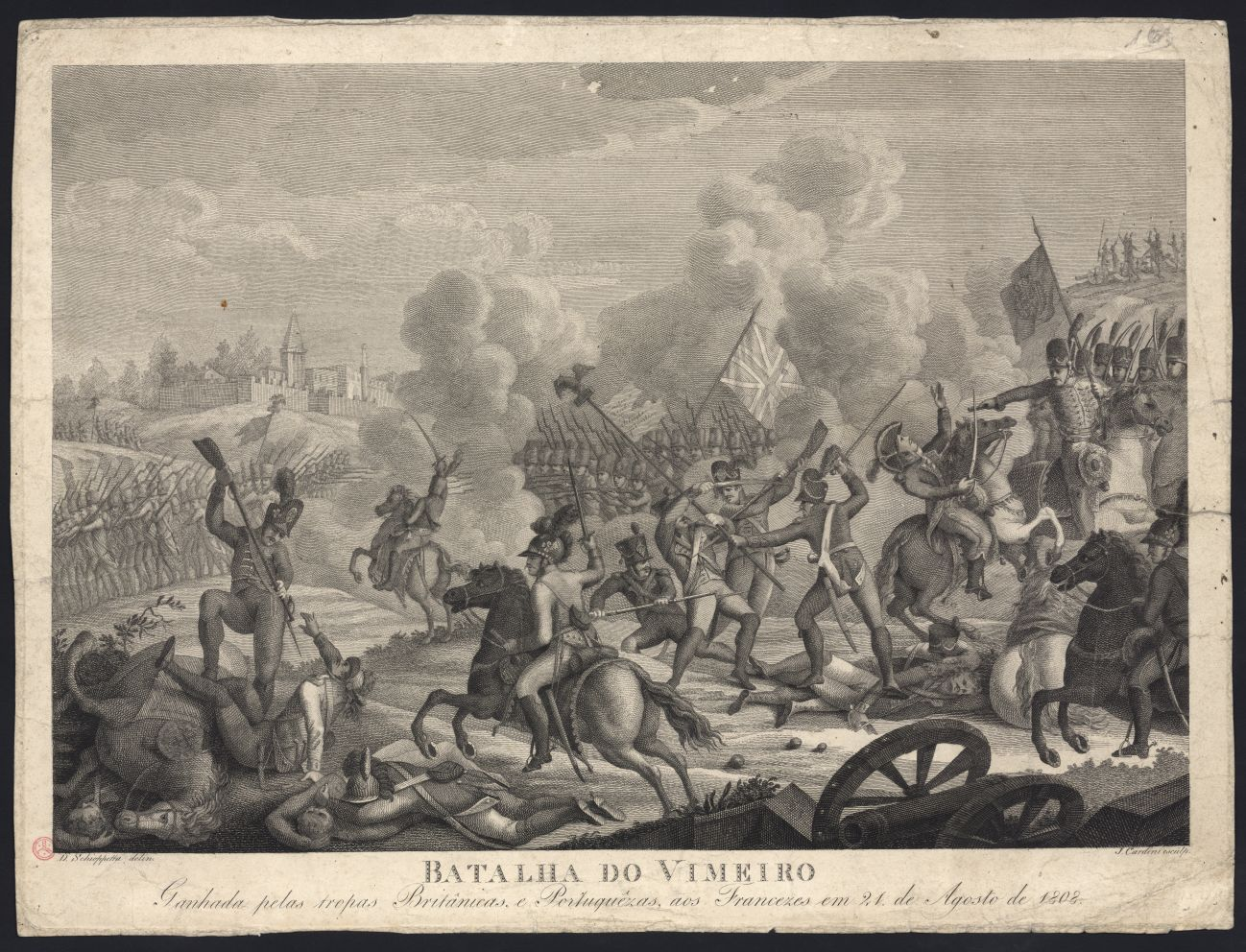
Zeichnung der Schlacht